# ۱۹۵۵

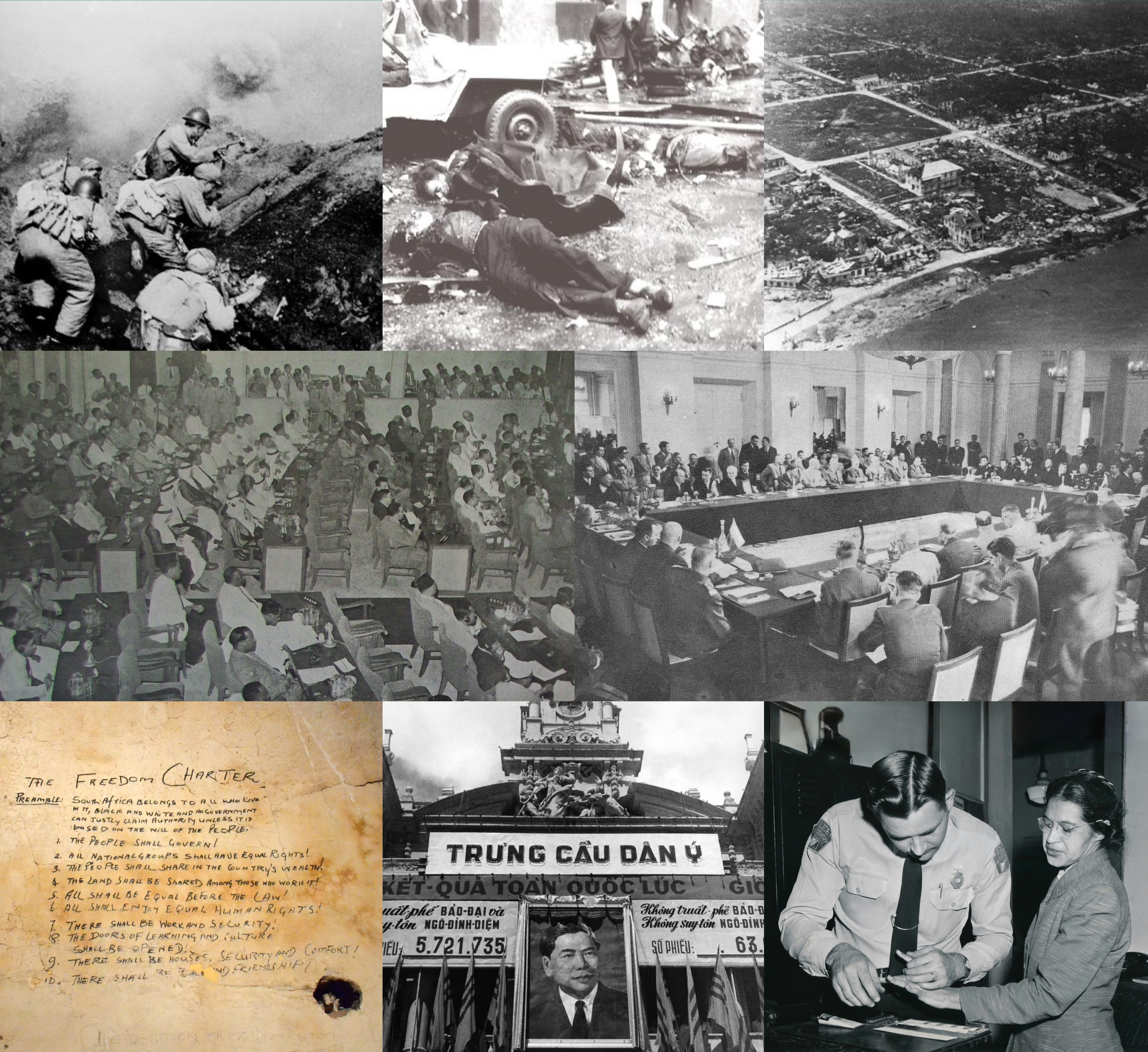

سال ۱۹۵۵ (هزار و نهصد و پنجاه و پنج) میلادی، پنجمین سال از دهه ۱۹۵۰ در  سده ۲۰ میلادی بود.

## رویدادها
- حوزه علمیه آیت‌الله مجتهدی که یکی از بزرگترین و مهم‌ترین حوزه های علمیه تهران است؛ توسط احمد مجتهدی تهرانی  به پیشنهاد برخی از علما و با کمک تجار و مردم در خیابان ۱۵ خرداد شرقی، کوچه شهید مرتضی کیانی، کوچه مسجد آقا تأسیس شد.[۱]
- ۱۷ ژوئیه: گشایش دیسنی‌لند

## زادروزها
- ۶ ژانویه – روآن اتکینسون، صداپیشه، کمدین، و بازیگر بریتانیایی
- ۹ ژانویه – جی. کی. سیمنز، صداپیشه و بازیگر آمریکایی
- ۱۰ ژانویه – مایکل شنکر، گیتاریست و آهنگساز آلمانی
- ۱۸ ژانویه – کوین کاستنر، تهیه‌کننده، موسیقی‌دان، بازیگر، و کارگردان آمریکایی
- ۲۱ ژانویه – جف کونز، هنرمند، نقاش، و مجسمه‌ساز آمریکایی
- ۲۲ ژانویه – کیکو تاکاهاشی، بازیگر ژاپنی
- ۶ فوریه – مایکل پولان، ژورنالیست، نویسنده، و استاد دانشگاه آمریکایی
- ۷ فوریه – میگوئل فرر، بازیگر آمریکایی
- ۱۷ فوریه – مو یان، نویسنده چینی
- ۲۱ فوریه – کلسی گرامر، بازیگر آمریکایی
- ۴ مارس – دومینیک پینان، بازیگر فرانسوی
- ۶ مارس – آلبرتا واتسون، بازیگر کانادایی
- ۱۰ مارس – یسری (خواننده)، بازیگر و خواننده مصری
- ۱۷ مارس – گری سینایس، موسیقی‌دان، بازیگر، و کارگردان آمریکایی
- ۲۱ مارس – فیلیپ تروسیه، بازیکن فوتبال فرانسوی
- ۲۳ مارس – موزس مالون، بازیکن بسکتبال و ورزشکار آمریکایی
- ۲۴ مارس – کیم جانستون یوریچ، بازیگر آمریکایی
- ۲۷ مارس – ماریانو راخوی، سیاست‌مدار اسپانیایی
- ۳۱ مارس – انگس یانگ، گیتاریست اسکاتلندی
- ۱۱ آوریل – کوین بردی، سیاست‌مدار آمریکایی
- ۱۷ آوریل – پاتریشیا باربیزت، بازرگان اهل فرانسه
- ۹ مه – آنه سوفی فن اوتر، خواننده سوئدی
- ۱۷ مه – بیل پاکستون، تهیه‌کننده، بازیگر، و کارگردان آمریکایی
- ۱۸ مه – چو یون فات، بازیگر چینی
- ۱۵ ژوئن – پالی درپر، تهیه‌کننده، فیلمنامه‌نویس، بازیگر، و کارگردان آمریکایی
- ۱۶ ژوئن – لاری میت کالف، بازیگر آمریکایی
- ۱۸ ژوئن – سندی آلن، بازیگر آمریکایی (د. ۲۰۰۸)
- ۲۲ ژوئن – گلن دانتزیگ، خواننده آمریکایی
- ۷ ژوئیه – رالف ساکسون، بازیگر آمریکایی
- ۱۲ سپتامبر – پیتر اسکولاری، بازیگر آمریکایی
- ۱۴ سپتامبر – جورج مونت، دوچرخه‌سوار اهل ایالات متحده آمریکا
- ۱۷ سپتامبر – چارلز مارتینت، صداپیشه و بازیگر آمریکایی
- ۲۱ سپتامبر – ریچارد هیب، فضانورد و مهندس آمریکایی
- ۲۴ اکتبر – کارن آستین، بازیگر آمریکایی
- ۴ نوامبر – ماتی ونهانن، سیاست‌مدار فنلاندی
- ۱۰ نوامبر – رولند امریش، فیلمنامه‌نویس، تهیه‌کننده، نویسنده، و کارگردان آلمانی
- ۲۷ نوامبر – بیل نای (دانشمند)، مهندس آمریکایی
- ۲۸ نوامبر – آلساندرو آلتوبلی، فوتبالیست ایتالیایی
- ۲۹ نوامبر – هاوی ماندل، مجری تلویزیونی و بازیگر کانادایی
- ۷ دسامبر – پریسیلا بارنز، بازیگر آمریکایی
- ۲۱ دسامبر – جین کاچمارک، بازیگر آمریکایی

### ژانویه
- ۱ ژانویه - ماریو آندریاچیو، فیلمساز استرالیایی.
- ۲ ژانویه - تکس براشیر، صداپیشه آمریکایی.
- ۶ ژانویه - روان اتکینسون، بازیگر و کمدین انگلیسی.
- ۱۲ ژانویه - روکن اوبانون، نویسنده و تهیه‌کننده آمریکایی.
- ۱۳ ژانویه - جی مک اینرنی، نویسنده آمریکایی.
- ۱۵ ژانویه - نایجل بنسون، نویسنده و طراح بریتانیایی.
- ۱۷ ژانویه - استیو ارل، آهنگ‌ساز آمریکایی.
- ۱۸ ژانویه - کوین کاستنر، بازیگر آمریکایی.
- ۱۹ ژانویه - سیمون راتل، رهبر ارکستر آمریکایی.
- ۲۵ ژانویه - تری چایمس، طبال بریتانیایی.
- ۲۶ ژانویه - ادی وان هالن، آهنگ‌ساز هلندی.
- ۲۷ ژانویه - جان رابرتز، رئیس دیوان عالی ایالات متحده ارمیکا.
- ۲۷ ژانویه - الکساندر استوارت، نویسنده بریتانیایی.
- ۲۸ ژانویه - نیکلا سارکوزی، رئیس‌جمهور فرانسه.

### مه
- ۱۸ مه - ونسانت دو وینیو، بیو-شیمیدان آمریکایی.
- ۲۰ مه - زبیگنف پرایزنر، آهنگ‌ساز لهستانی .

## ژوئیه
- ۲۱ ژوئیه _ آصف علی زرداری، رئیس‌جمهور پاکستان.

## درگذشت‌ها
- ۱۱ فوریه – اونا مانسون، بازیگر آمریکایی (ز. ۱۹۰۳)
- ۸ مارس – ویلیام سی. دومیل، فیلمنامه‌نویس، نویسنده، و کارگردان آمریکایی (ز. ۱۸۷۸)
- ۹ مارس – ماتیو هنسون، نویسنده و کاشف آمریکایی (ز. ۱۸۶۶)
- ۲۵ آوریل – کونستانس کولیر، بازیگر بریتانیایی (ز. ۱۸۷۸)
- ۱۶ مه – جیمز آگی، فیلمنامه‌نویس و شاعر آمریکایی (ز. ۱۹۰۹)
- ۱۷ ژوئن – کارلیل بلکول، تهیه‌کننده، فیلمنامه‌نویس، بازیگر، و کارگردان آمریکایی (ز. ۱۸۸۴)
- ۲۳ ژوئیه – کوردل هال، قاضی، دیپلمات، وکیل، و سیاست‌مدار آمریکایی (ز. ۱۸۷۱)
- ۳۱ ژوئیه – رابرت فرانسیس (هنرپیشه)، بازیگر آمریکایی (ز. ۱۹۳۰)
- ۲ اوت – والاس استیونز، شاعر آمریکایی (ز. ۱۸۷۹)
- ۱۷ اوت – فرنان لژه، مجسمه‌ساز، نقاش، و کارگردان فرانسوی (ز. ۱۸۸۱)
- ۲۳ سپتامبر – مارتا نورلیوس، شناگر و ورزشکار آمریکایی (ز. ۱۹۰۸)
- ۱۸ اکتبر – خوزه ارتگا یی گاست، فیلسوف اسپانیایی (ز. ۱۸۸۳)
- ۱۲ نوامبر – آلفرد هایوش، بازیکن فوتبال و معمار اهل مجارستان (ز. ۱۸۷۸)
- ۱۴ نوامبر – رابرت ای شروود، فیلمنامه‌نویس آمریکایی (ز. ۱۸۹۶)
- ۱۵ نوامبر – لوید بیکن، بازیگر و کارگردان آمریکایی (ز. ۱۸۸۹)
- ۲۷ نوامبر – آرتور هونگر، آهنگساز سوئیسی (ز. ۱۸۹۲)
- ۱۳ دسامبر – آنتونیو مونیس، سیاست‌مدار پرتغالی (ز. ۱۸۷۴)
- ۲۱ دسامبر – گارگین نژده، سیاست‌مدار اهل ارمنستان (ز. ۱۸۸۶)

### ژانویه
- ۷ ژانویه - آرتور کیت، کالبدشناس و مردم‌شناس اسکاتلندی , (زاده ۱۸۸۶)
- ۱۳ ژانویه - یوری ایلان، گروهبان وظیفه در نیروهای دفاعی اسرائیل , (زاده ۱۹۳۵ (میلادی))
- ۳۱ ژانویه - موسی مرزوق، یهودی مصری , (زاده ۱۹۲۶)

### مارس
- ۶ مارس - محمدامین رسول‌زاده، از بنیان‌گذاران جمهوری آذربایجان و نخستین رئیس‌جمهور آذربایجان  (زاده ۱۸۸۴)
- ۹ مارس - ماتیو هنسون، کاشف سیاه پوست آمریکایی قطب شمال , (زاده ۱۸۶۶)
- ۱۱ مارس - الکساندر فلمینگ، و کاشف پنی‌سیلین، برنده جایزه جایزه نوبل فیزیولوژی و پزشکی سال ۱۹۴۵  (زاده ۱۸۸۱)
- ۱۲ مارس - چارلی پارکر، نوازنده ساکسوفون آلتو و جاز , (زاده ۱۹۲۰)

### آوریل
- ۱۷ آوریل - جرج هاو، معمار آمریکایی , (زاده ۱۸۸۶)
- ۱۸ آوریل - آلبرت اینشتین، فیزیکدان آلمانی، برنده جایزه نوبل فیزیک سال ۱۹۲۱ , (زاده ۱۸۷۹)

### ژوئیه
- ۲۳ ژوئیه - احمد قوام، سیاستمدار ایرانیِ , (زاده ۱۸۷۶)

### اوت
- ۲ اوت - والاس استیونز، شاعر آمریکایی , (زاده ۱۸۷۹)
- ۱۲ اوت - جیمز بچلر سامنر، شیمیدان آمریکایی, برنده جایزه نوبل شیمی سال ۱۹۴۶  (زاده ۱۸۸۷)
- ۱۲ اوت - توماس مان، نویسنده آلمانی , (زاده ۱۸۷۵)
- ۱۴ اوت - هربرت پوتنام، هشتمین کتابدار کتابخانه ملی کنگره آمریکا , (زاده ۱۸۶۱)

### سپتامبر
- ۳۰ سپتامبر - جیمز دین، بازیگر آمریکایی , (زاده ۱۹۳۱)

### نوامبر
- ۱۵ نوامبر - چارلز تامسون ریس ویلسون، فیزیک‌دان و هواشناس اسکاتلندی, برنده جایزه نوبل فیزیک سال ۱۹۲۷ (زاده ۱۸۶۹)
- ۲۷ نوامبر - آرتور هونگر، آهنگساز سوئیسی-فرانسوی , (زاده ۱۸۹۲)

### دسامبر
- ۱۵ دسامبر - هوراس مک‌کوی، نویسنده و فیلم‌نامه‌نویس آمریکایی , (زاده ۱۸۹۷)
- ۲۱ دسامبر - گارگین نژده، سیاست‌مدار، فدایی، متفکر سیاسی ارمنی و یکی از رهبران فدراسیون انقلابی ارمنی , (زاده ۱۸۸۶)

### نامعلوم
- آرتور میلسپو، حقوقدان و کارشناس مالی آمریکایی , (زاده ۱۸۸۳)
- حقی العظم، سیاستمدار سوری و نخست‌وزیری سوریه , (زاده ۱۸۶۴)
- اشرف‌الملوک فخرالدوله، از بانوان پرنفوذ روزگار قاجاری  (زاده ۱۸۸۳)